# Embaixada da Guiné Equatorial em Lisboa
A Embaixada da Guiné Equatorial em Lisboa é a principal missão diplomática da Guiné Equatorial em Portugal, na capital Lisboa. Está situada na Av. João Crisóstomo.
Atualmente, a embaixadora da Guiné Equatorial em Lisboa é o Tito Mba Ada.